# Taksin
Taksin il Grande (in thailandese สมเด็จพระเจ้าตากสินมหาราช, Somdet Phra Chao Taksin Maharat , detto anche Il re di Thonburi, in thailandese สมเด็จพระเจ้ากรุงธนบุรี, Somdet Phra Chao Krung Thon Buri ; Ayutthaya, 17 aprile 1734 – Thonburi, 6 aprile 1782) è stato l'unico monarca del Regno di Thonburi nel Siam, l'odierna Thailandia.
È venerato dai thailandesi come eroe nazionale per il ruolo che ebbe nella liberazione del paese dagli invasori birmani dopo la capitolazione e distruzione di Ayutthaya nel 1767, e nella successiva riunificazione del Siam. Stabilì la nuova capitale a Thonburi. Il suo regno fu caratterizzato da numerose guerre, per respingere le invasioni birmane, per sottomettere i vari signori della guerra che si erano spartiti il Siam dopo la caduta di Ayutthaya, e per conquistare il Regno Lanna a nord, i tre regni del Laos a est e a nord-est e quello di Cambogia a sud-est.
I suoi successi militari vengono attribuiti al suo carisma, alle sue doti di stratega militare e al suo coraggio. Si racconta che il re capeggiava l'esercito nelle battaglie combattendo in prima linea e trascinando i soldati col suo esempio.
Sebbene le guerre abbiano assorbito la maggior parte del suo tempo, le cronache attribuiscono a re Taksin grandi capacità anche sul piano politico, amministrativo, economico e culturale. Promosse traffici e rafforzò le relazioni con molti paesi stranieri. Fece costruire strade e canali. Fece restaurare templi e diede impulso alle arti e all'educazione scolastica e religiosa. Per i suoi meriti, decenni dopo la sua morte gli fu insignito del titolo di Maharaj (Il Grande).
Venne rovesciato dal colpo di Stato del 1782. Gli succedette al trono l'amico di gioventù Chao Phraya Chakri, che fece uccidere Taksin e assunse il nome di Yodfa Chulaloke Rama I.

## Biografia

### Infanzia e gioventù
Nacque ad Ayutthaya durante il regno di re Boromakot il 17 aprile 1734 dal padre Hai-Hong, un immigrante cinese della città di Qinghai nell'attuale provincia del Guangdong, e dalla madre siamese Nok-Lang, che fu più tardi insignita del titolo di regina madre (Somdet Krom Phra Phithak Thephamat).
In tenera età fu preso sotto l'ala protettrice dell'allora primo ministro Samuhanayok dal quale ricevette il soprannome siamese Sin (สิน) (letteralmente: tesoro o denaro), che gli sarebbe rimasto per sempre. Cominciò gli studi nel monastero buddhista Wat Choeng Thar dove fu affidato al maestro e monaco Tongdee. In questo periodo strinse un'amicizia di lunga durata con Thong Duang, che sarebbe in seguito divenuto il suo successore al trono Rama I, ed il fratello Bunma.
Quando ebbe 14 anni, il padrino Samuhanayok lo introdusse alla corte di re Boromakot in qualità di paggio reale, qui studiò ed acquisì un'ottima padronanza della lingua cinese, di quella vietnamita, e di quella indiana. A 21 anni prese i voti di monaco buddhista restando in monastero per tre anni, al termine dei quali rientrò a corte stupendo tutti per le qualità che aveva maturato, tanto che gli furono affidati importanti incarichi nel Ministero degli Interni e in quello della Giustizia.

### Carriera militare
Nel 1758 re Borommakot morì e, dopo un breve interregno di re Uthumphon, salì al trono il fratello di questi, Ekathat. Fino a quel momento Sin si era distinto a corte a tal punto che il nuovo monarca lo inviò come vice-governatore nella provincia di Tak, in una zona a nord-ovest del paese estremamente pericolosa al confine con la Birmania. In seguito fu nominato Phraya Tak, titolo nobiliare equiparabile al nostro marchese, e governatore della provincia. Dopo l'acquisizione di questo titolo il giovane Sin cominciò ad essere chiamato Tak-Sin.
Divenne quindi generale e nel 1764, quando l'esercito birmano attaccò vittoriosamente il Siam meridionale, il re affidò a lui e al generale Kosadhibodhi un'armata che sconfisse i nemici a Phetchaburi, costringendoli alla ritirata. Nel 1765 i birmani attaccarono direttamente Ayutthaya, che Taksin difese valorosamente guadagnandosi il titolo di Phraya Vajiraprakarn di Kamphaeng Phet.

### Fine del regno di Ayutthaya

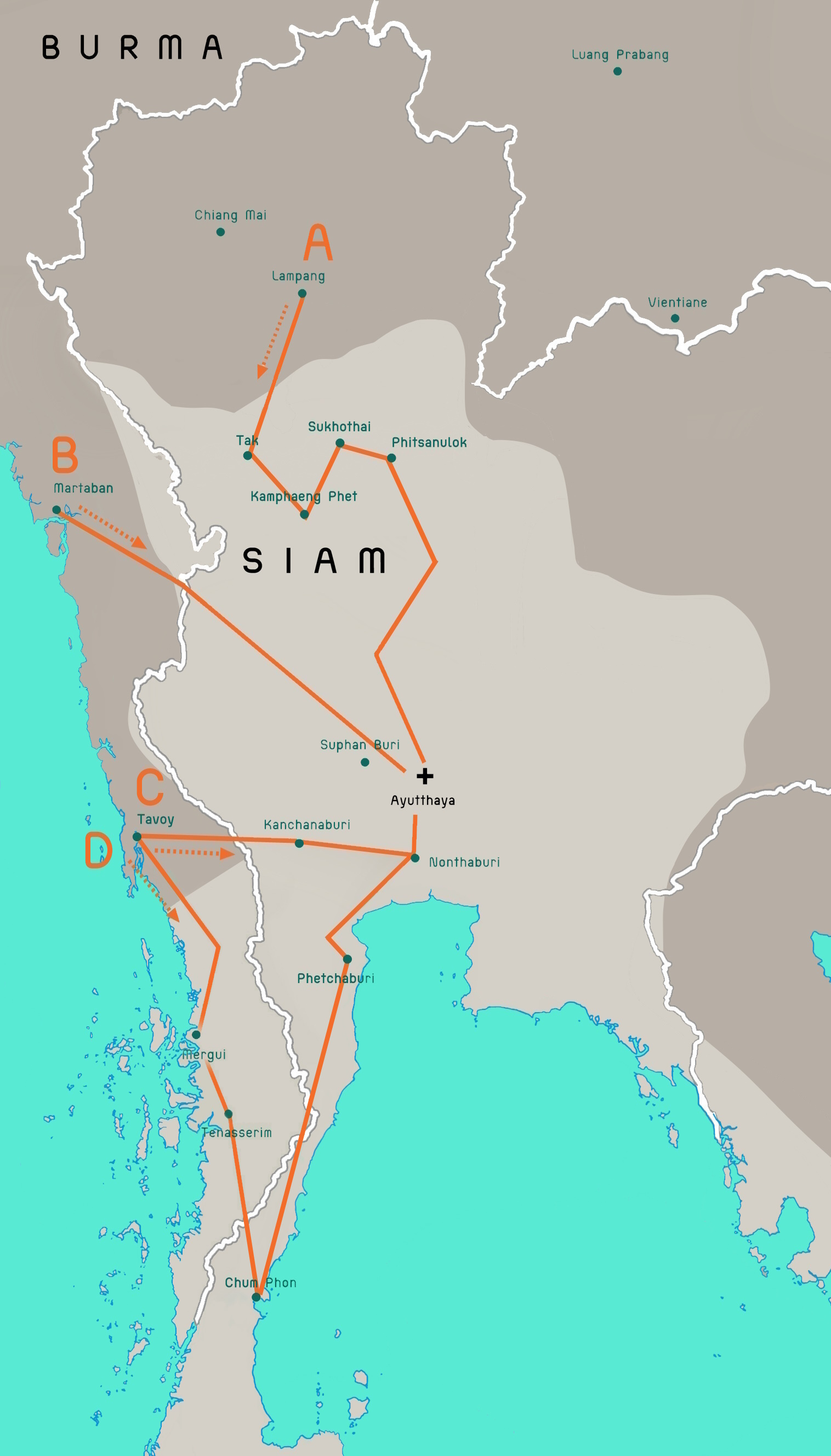
Il percorso delle 4 armate birmane nella loro marcia su Ayutthaya tra il 1765 ed il 1767

A Kamphaeng Phet non ebbe modo di governare perché i birmani di re Hsinbyushin ripresero subito l'offensiva. Dispiegarono 4 armate, una che partì a nord da Lampang, in territorio Lanna, che a quel tempo faceva parte della Birmania, una entrò nel Siam dalla frontiera a nord-ovest, una penetrò da ovest e l'ultima invase il sud del paese per poi risalire verso nord. Dopo aver superato le disorganizzate forze siamesi su tutti i fronti, le quattro armate birmane, nel gennaio del 1766, si unirono attorno ad Ayutthaya e, forti di 50.000 soldati ben addestrati, la cinsero d'assedio. Taksin fu nuovamente chiamato a difendere la capitale.
L'assedio durò 14 mesi. Ekathat volle comandare la difesa della città rivelandosi un incapace e in svariate circostanze ostacolò le iniziative dell'esperto Taksin. Il generale fu ad esempio aspramente redarguito per aver utilizzato i cannoni senza il permesso del sovrano. Questo ed altri episodi simili lo resero sfiduciato e, vedendo frustrati i suoi sforzi militari, decise di cercare riparo lontano dalla pericolante capitale.
Fu così che nel gennaio del 1767 lasciò Ayutthaya al suo destino, riuscendo ad andarsene alla testa di 500 uomini in un modo che a tutt'oggi resta avvolto dal mistero, visto che la città è completamente circondata da canali e lungo tutto il perimetro erano schierate le truppe birmane; il suo piano era di formare un nuovo esercito e tornare a liberare Ayutthaya.
Non fece in tempo, Il 7 aprile 1767 la capitale cadde e venne rasa al suolo dai birmani che massacrarono o deportarono come schiavi gli abitanti, re Ekathat morì durante la fuga. Il precedente re Uthumphon, che si era fatto monaco, fu fatto prigioniero e mandato, insieme a migliaia di altri sventurati, nella capitale birmana che a quei tempi era Ava.
Terminò così il glorioso regno di Ayutthaya, dopo un dominio durato 416 anni.

### Unificazione dei territori del sud-est

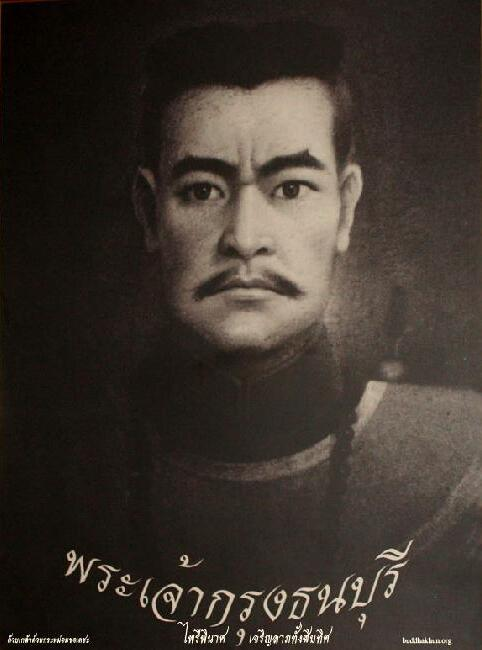
Un ritratto di Taksin dipinto da un missionario francese.

Dopo la rocambolesca fuga, Taksin si diresse verso sud-est ed attraversò diverse province, in alcune di queste ricevette aiuti e solidarietà, in altre dovette combattere per sottometterle. Alla fine si impadronì di Rayong e vi si stabilì, dal momento della sua fuga dalla capitale era passato appena un mese. Il suo primo obiettivo era quello di unificare il territorio a sud-est che comprende tutta la zona costiera fino al confine con la Cambogia, e farne la propria roccaforte. Le truppe erano ancora troppo poche per fronteggiare i birmani e si concentrò nel consolidare ed allargare il dominio in quella zona.
Nel frattempo in aprile Ayutthaya cadde ed il paese precipitò nel caos e nell'anarchia, per la prima volta dopo secoli il Siam non aveva un re e si spaccò in sei parti, ciascuna controllata da un signore della guerra. Di queste fazioni quella di Taksin era la più debole; non avendo sangue reale né discendenze nobiliari, non poteva contare sull'appoggio del popolo né su quello dei militari.
Quando ebbe un numero di soldati sufficiente attaccò Chanthaburi, dove il potente governatore locale si era rifiutato di sottomettersi. La città cadde nelle sue mani il 15 giugno 1767 e da qui marciò ad est verso Trat dove il locale governatore si arrese senza combattere. Alla foce del fiume Trat erano ormeggiate delle giunche cinesi dotate di artiglieria, il comandante di questa flotta si rifiutò di ricevere Taksin che ne ordinò allora l'accerchiamento. La battaglia durò diverse ore e si concluse col successo dei siamesi che si impadronirono delle imbarcazioni, dei cannoni e delle munizioni. Con queste ultime conquiste si era garantito il controllo di tutta la zona del sud-est e stabilì il suo quartier generale a Chanthaburi.
Sull'onda delle vittorie di Taksin, l'orgoglio ferito siamese si infiammò, l'eco delle sue gesta e del suo coraggio si sparse e un gran numero di uomini delle province di Chantaburi e Trat accorsero ad ingrossare le file del suo esercito. Taksin si rese conto che un attacco ai birmani via terra sarebbe stato dispersivo, ci sarebbe voluto molto tempo e fatica e le sue truppe sarebbero arrivate logore, inoltre arrivare via fiume avrebbe colto di sorpresa i birmani, forti nelle battaglie campali ma impreparati per quelle navali. Fu così che i tre mesi successivi furono impiegati per l'allestimento della flotta e l'addestramento degli uomini, l'attacco fu pianificato con la partenza ad ottobre, alla fine dei monsoni.
Quando tutto fu pronto salpò dal porto vicino a Chanthaburi alla volta di Chonburi, dove sconfisse il tiranno locale ed insediò un proprio governatore. Qui fu raggiunto dal valoroso Bunma che, consigliato dal fratello Thong Duang, unì le sue forze a quelle di Taksin e subito partirono per la riconquista di Ayutthaya.

### Riconquista di Ayutthaya e cacciata dei birmani
I birmani si sentivano paghi del successo ottenuto e non operarono una capillare occupazione del paese, anche perché dovettero richiamare il grosso delle forze in patria dove nel nord-est, dal 1766 al 1769, si registrarono quattro invasioni cinesi. A guardia della capitale distrutta fu lasciato un limitato contingente militare agli ordini del generale Suki. Il governatore siamese Thongin, nominato dai birmani per la riscossione delle tasse, si era stabilito a Thonburi, circa 70 km a sud di Ayutthaya.
Con la sua flotta Taksin attraversò il golfo del Siam, risalì il fiume Chao Phraya e sbarcò a Thonburi, sbaragliando in breve tempo le forze locali e costringendo alla fuga Thongin. Ripartì subito e il 7 novembre 1767, alla testa di un esercito di 5.000 uomini, raggiunse e sconfisse le forze del generale Suki che si erano attestate nel campo Pho Sam Ton presso Ayutthaya. Gli invasori erano in fuga, Taksin aveva riconquistato la distrutta capitale a soli 7 mesi dalla sua caduta e venne acclamato re dai suoi uomini. Tra le prime incombenze ci furono la riesumazione della salma di re Ekathat, a cui riservò un solenne funerale di Stato, e l'esecuzione del rinnegato Thongin che era fuggito nel campo birmano.

### Thonburi capitale
Constatate le difficoltà di ricostruire Ayutthaya, decise di spostare la capitale a Thonburi per la sua posizione strategica vicino al mare che gli garantiva il controllo delle forniture di armi, truppe e approvvigionamenti dal sud, nonché una rapida via di fuga verso Chantaburi in caso di nuovo attacco in forze del nemico. Inoltre le ridotte dimensioni della città si adattavano al numero esiguo di forze di cui disponeva e i birmani non conoscevano bene il territorio circostante, che era paludoso e difficilmente raggiungibile, come invece conoscevano quello attorno ad Ayutthaya.. Nelle vicinanze del Wat Arun fece costruire il Palazzo Reale di Thonburi, l'unico edificio degno di nota fatto erigere durante il suo regno.

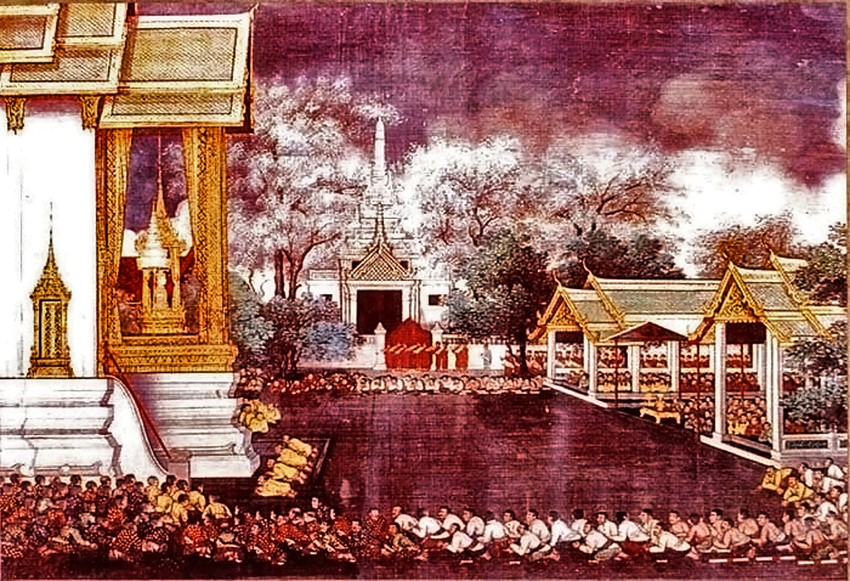
L'incoronazione di Taksin nel Palazzo Reale Wang Derm

### Ascesa al trono
Subito dopo la riconquista di Ayutthaya, Taksin si dedicò all'organizzazione del nuovo Stato, al processo di riunificazione del paese e a respingere i nuovi attacchi birmani. Avendo ripreso la vecchia capitale decise di diventare re del Siam, ma un fratellastro di Re Ekathat, il principe Thepphiphit, reclamava i suoi diritti al trono dalla roccaforte di Phimai, nella zona di Korat. Inoltre il potente governatore Phraya Phitsanulok, la cui prosperosa zona non era mai caduta in mano ai birmani, rifiutò di sottomettersi e si rese minaccioso.
Taksin passò all'azione, il primo attacco fu portato a Phitsanulok, ma durante la battaglia fu ferito e costretto alla ritirata. Phraya Phitsanulok preso dall'euforia si proclamò re, ma morì qualche giorno dopo ed il suo posto fu preso dal fratello minore. L'esercito di Phitsanulok si era indebolito e ne approfittò Ruan, un ambizioso monaco che si era proclamato re a Sawangkhaburi nella zona di Fang nel nord del paese, che occupò la città, fece uccidere il nuovo re e si annetté i suoi territori.
Intanto Taksin mosse all'attacco di Phimai a nord est, dove il principe Thepphiphit aveva preso il controllo della vasta regione circostante. Era fratellastro di Ekathat e Uthumphon e, di ritorno da Ceylon dove era stato esiliato, reclamava il trono del Siam in virtù della propria appartenenza alla casa reale di Ayutthaya. Taksin inviò un esercito agli ordini dei generali Thong Duang e Bunma, che sottomisero e deportarono Thepphiphit a Thonburi, dove fu giustiziato.
Al termine di questa campagna Taksin si fece incoronare re all'età di 34 anni nel nuovo Palazzo Reale a Thonburi il 28 dicembre 1768 con il nome di Boromaraja IV, ma fu sempre ed è tuttora conosciuto dai thailandesi come re Taksin. Con la sua ascesa al trono nacque il breve Regno di Thonburi di cui fu l'unico monarca. Non ebbe mai il tempo di ingrandire la città, impegnato come fu nelle guerre interne al Siam e in quelle espansionistiche.

### Riunificazione del Siam
Al tempo della sua incoronazione Taksin aveva il controllo di tre dei sei Stati in cui si era spaccato il Paese: quello di Chantaburi, quello di Thonburi e quello di Phimai. Gli altri tre erano:
1. Quello di Phitsanulok, nella parte centrale della Thailandia, che era stato conquistato dal re di Fang.
2. Quello più a nord nelle mani di Chao Phra (re) Fang, l'ex monaco Ruan, che si era trovato ad avere il controllo di un grande territorio dopo la conquista di Phitsanulok.
3. Quello di Nakhon Si Thammarat, composto da tutta la parte peninsulare del Siam a sud di Chumphon, era nelle mani dell'ex governatore Palat Nu, che aveva dichiarato l'indipendenza dal Siam[5].

Il governatore di Pattani, alleato di Taksin, catturò il principe Palat Nu di Nakhon Si Thammarat e lo consegnò a Thonburi Palat Nu fu perdonato e al suo posto il re inviò un proprio nipote con la carica di governatore. Nel 1769 fu la volta di Fang, che fu espugnata dall'esercito agli ordini di Tong Duang e del fratello Bunma. Grazie a queste imprese, il Siam era di nuovo unito ed era tornato ad essere una potenza di primo piano del sudest asiatico. Taksin, che già aveva accordato ai due fratelli diverse onorificenze per il valore dimostrato nelle precedenti campagne, nominò Bunma principe e governatore di Phitsanulok con la carica di Chao Phraya Surasi, e assegnò a Tong Duang la carica di Phraya Yommaraj e l'anno successivo quella di Chao Phraya Maha Chakri, principe e primo ministro. Un altro generale che si distinse durante tutte le campagne militari di Taksin fu Thong Di, la sua ex guardia del corpo, che grazie al valore e alla ferocia in battaglia fu nominato marchese e governatore di Phichai nel nord con il titolo di Phraya Phichai.

### Guerre con la Birmania

#### Difesa del Siam

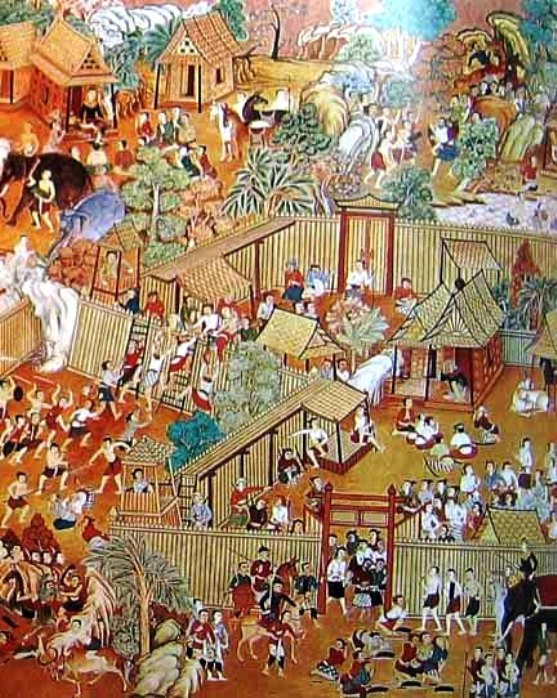
Battaglia di Ratchaburi

Quando il re di Birmania Hsinbyushin seppe della sconfitta subita dalle sue truppe ad Ayutthaya, aveva inviato nel 1767 un esercito che aveva cinto d'assedio il campo delle truppe cinesi di Taksin, nell'odierna Provincia di Samut Songkhram e in prossimità di Thonburi. Le truppe di Taksin sconfissero i birmani e li costrinsero alla ritirata. Impegnati a respingere le invasioni cinesi, i birmani per qualche anno non riuscirono concentrare i loro sforzi bellici sul Siam. Non appena fu firmata la pace con i cinesi, nel 1774 il re inviò in Siam un altro esercito di 5.000 uomini che riuscì a penetrare fino a Ratchaburi, dove però fu sconfitto. Taksin si dimostrò magnanimo e risparmiò la vita dei prigionieri. Hsinbyushin non si diede per vinto e nel 1775 ordinò la più grande invasione del Regno di Thonburi, affidando un imponente esercito all'esperto generale Azaewunky, che si era distinto nella guerra con la Cina.
I birmani conquistarono prima Phichai, poi Sukhothai e infine cinsero d'assedio Phitsanulok la quale, difesa dai due fratelli Chao Phraya Surasi e Chao Phraya Maha Chakri, resistette per 4 mesi. Taksin in persona guidò i rinforzi con l'intento di attaccare alle spalle i birmani, ma Phitsanulok, allo stremo delle forze e a corto di cibo ed armi, dovette capitolare. I due fratelli però radunarono i cittadini e ingaggiarono battaglia con i birmani, riuscendo a forzare le linee nemiche e a mettersi in salvo a Phetchabun, dove stabilirono il nuovo quartier generale. Alla fine di marzo del 1776, Azaewunky entrò in una Phitsanulok deserta e senza generi di prima necessità. Viste le difficoltà, il nuovo re birmano Singu, il cui padre Hsinbyushin era appena morto, ordinò alle truppe di tornare in patria e di lasciare un'armata a presidiare le zone conquistate. Nel settembre del 1776 anche queste forze furono cacciate dall'esercito di Taksin.

#### Difesa del regno vassallo Lanna e riconquista di Chiang Mai
A parte qualche intervallo in cui era passato sotto il controllo siamese, da oltre due secoli il Regno Lanna era diventato uno stato vassallo dei birmani, i quali dalla capitale Chiang Mai organizzavano costantemente incursioni nel nord del Siam, rappresentando una minaccia che andava estirpata. Nel 1773, un ennesimo attacco birmano ebbe come obiettivo Phichai alla cui guida vi era il generale Phraya Phichai. Con l'aiuto dei rinforzi, capeggiati da Chao Phraya Surasi, Phraya Phichai tese un'imboscata agli invasori riuscendo a sconfiggerli. Durante la battaglia continuò a combattere con entrambe le sue due spade malgrado una si fosse rotta. Dopo questa battaglia fu chiamato Phraya Phichai Dap Hak (Il marchese di Phichai con la spada rotta).
Poco dopo, un esercito agli ordini di Chao Phraya Chakri e di Chao Phraya Surasi raggiunse Lampang, qui i principi Lanna Phraya Chaban e Phraya Kawila unirono le loro forze a quelle siamesi e insieme cinsero d'assedio Chiang Mai. Presto furono raggiunti da dei rinforzi guidati dallo stesso Taksin. La città cadde nel gennaio del 1775, al termine della più grande fra le tante guerre contro i birmani che Taksin dovette sostenere. Tra le varie onorificenze distribuite, Taksin nominò Phraya Chaban e Phraya Kawila rispettivamente re di Chiang Mai e re di Lampang, regni Lanna con protettorato siamese. Dopo questo episodio il Regno Lanna rinunciò per sempre alle sue ambizioni di indipendenza, e sarebbe stato annesso ufficialmente al Siam nei primi anni del XX secolo.
Nel 1776, un esercito birmano di 6.000 uomini attaccò Chiang Mai ma fu respinto, grazie ai rinforzi che sopraggiunsero capeggiati da Chao Phraya Surasih. La città aveva talmente tanto sofferto durante queste guerre da non poter più garantire una valida difesa, per questo motivo, e per scoraggiare nuovi attacchi birmani, Taksin ordinò ai suoi abitanti di abbandonarla e di trasferirsi a Lampang. Chiang Mai rimase deserta e abbandonata per ben 15 anni.

### Guerre espansionistiche

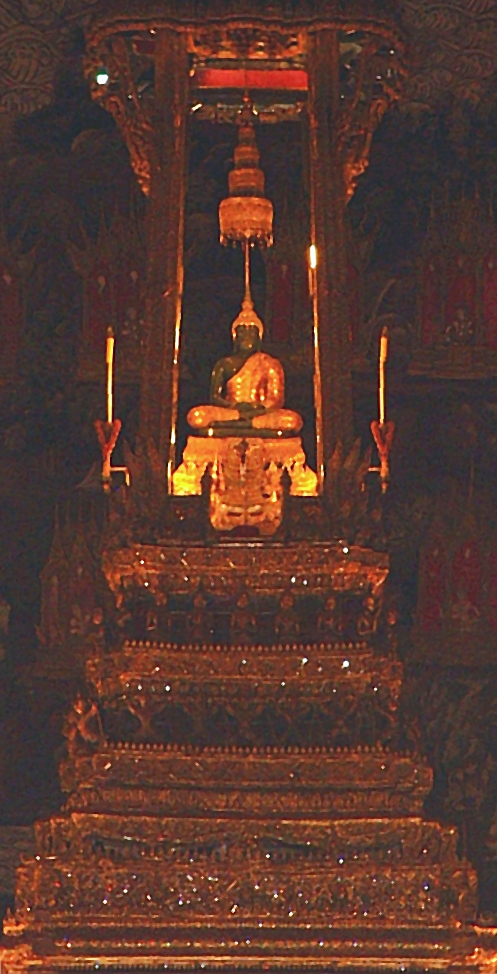
Il Buddha di smeraldo

#### I regni laosiani
Nel 1777, il governatore della provincia siamese di Nang Rong, nei pressi di Buriram, si ribellò con l'aiuto del sovrano del regno laosiano di Champasak. Taksin inviò un esercito guidato da Chao Phraya Chakri che dapprima sedò la rivolta e fece uccidere il governatore, poi, ottenuti i rinforzi capeggiati dal fratello Chao Phraya Surasi, mosse alla volta di Champasak, dove sconfisse il nemico e fece decapitare il re Chao O. Champasak fu annessa al regno di Thonburi e re Taksin onorò Chao Phraya Chakri elevandolo al rango di Somdej Chao Phraya, il più alto titolo nobiliare mai assegnato prima in Siam, equiparabile a quello di granduca.
Nello stesso periodo, a Vientiane, capitale dell'omonimo regno laotiano, il ministro Pra Woh si ribellò al suo sovrano e trovò rifugio nei pressi dell'odierna Ubon Ratchathani, che faceva parte del Regno di Champasak appena conquistato dai siamesi, dove fece atto di sottomissione a re Taksin. Quando il grosso delle truppe siamesi di occupazione si ritirarono da Champasak, Pra Woh fu però raggiunto e ucciso da emissari di Vientiane. Taksin allora ordinò nel 1778 a Somdej Chao Phraya di marciare con un esercito di 20.000 uomini sulla città. Il monarca dell'altro regno laosiano di Luang Prabang, in conflitto con il re di Vientiane, si sottomise al Siam inviando delle truppe a spalleggiare l'assedio che durò 4 mesi. Dopo che la città capitolò, la sacra statua del Buddha di Smeraldo custodita a Vientiane fu portata a Thonburi dove divenne, ed è tuttora, il palladio della monarchia siamese. In seguito il successore di Taksin, il re Rama I, trasferì la statua a Bangkok nel nuovo Wat Phra Kaew, che è il tempio situato nel complesso del Grande Palazzo Reale dove ancora oggi si trova.

#### La Cambogia e il Vietnam
Da lunghi anni la Cambogia era entrata nei suoi anni bui, il regno era ora vassallo vietnamita ora siamese; nel 1769 era guidata dal filo-vietnamita re Narairaja, in conflitto per il trono con il suo parente, il filo-siamese Ang Non. Quest'ultimo chiese aiuto ai siamesi e re Taksin spedì un'armata, che fu però sconfitta dalle truppe vietnamite e cambogiane. Malgrado ciò, i siamesi con questa campagna ottennero lo scopo di tornare ad esercitare influenza in Cambogia, persa dopo la caduta di Ayutthaya.
Nel 1770, Taksin dichiarò guerra alla signoria Nguyễn che regnava nel Vietnam centro-meridionale. Dopo qualche sconfitta iniziale, l'esercito siamese ottenne dei successi ma non riuscì ad occupare il territorio nemico, mentre l'obbiettivo di occupare la Cambogia fu portato a termine. Il trono fu offerto ad Ang Non, ma questi preferì scendere a patti con re Narairaja, riconoscendone la sovranità, ricevendo in cambio il titolo di viceré. Perso il supporto della signoria Nguyễn, re Narairaja abdicò nel 1775 e Ang Non salì al trono col nome regale Ang Non II; fece uccidere l'erede designato Ang Tan ed il Paese tornò ad essere vassallo del Siam.
Nel 1777, la ribellione guidata dai fratelli Tây Sơn rovesciò i Nguyễn. Sotto il loro governo il Vietnam si riorganizzò e nel 1780 favorì una rivolta in Cambogia, re Ang Non II fu ucciso e al suo posto fu nominato sovrano il bambino di quattro anni Ang Eng, figlio di re Narairaja; come suo reggente fu designato il mandarino Mu, che era stato a capo della rivolta. La politica apertamente filo-vietnamita di quest'ultimo convinse re Taksin ad invadere nuovamente la Cambogia. Nel 1781, un esercito di 20.000 uomini agli ordini di Somdej Chao Phraya ebbe ragione delle forze cambogiane, il piccolo Ang Eng fu deportato a Thonburi e al suo posto fu nominato un reggente filo-siamese.
Raggiunto da preoccupanti voci provenienti da Thonburi, Somdej Chao Phraya fece precipitosamente ritorno in patria lasciando una parte dell'esercito ed il controllo delle operazioni al fratello Chao Phraya Surasi.

#### Territorio del Regno di Thonburi
In breve tempo il nuovo Regno di Thonburi era divenuto più esteso di quanto non lo fosse stato il precedente Regno di Ayutthaya. Comprendeva le odierne province di Thon Buri, Ayutthaya, Ang Thong, Sing Buri, Lop Buri, Uthai Thani, Nakhon Sawan, Chachoengsao, Prachin Buri, Nakhon Nayok, Chonburi, Rayong, Chanthaburi, Trat, Nakhon Chai Si, Nakhon Pathom, Suphan Buri, Ratchaburi, Samut Sakhon, Samut Songkhram, Phetchaburi, Kanchanaburi, e Prachuap Khiri Khan.
Al nord Taksin riuscì a cacciare i birmani dal Regno di Lanna, che divenne vassallo del Siam, l'unico territorio Lanna ancora in mano ai birmani era Chiang Saen nell'estremo nord. A sud furono annesse Syburi (l'odierna Kedah) e Terengganu dalla Malaysia. Ad est, il regno laosiano di Champasak e la Cambogia furono sottomessi. Nell'attacco contro il Vietnam, le armate siamesi conquistarono territori nella zona dell'odierna Hà Tiên, sul delta del Mekong ai confini con la Cambogia. Nel nord-est furono assoggettati e resi vassalli i regni laosiani di Vientiane e di Luang Prabang, e furono annessi anche territori nelle zone di Phuan (l'odierna Provincia di Xiangkhoang) e di Hua Phan Ha Thang Hok. A sudovest, il dominio siamese arrivò fino a Mergui e al Tenasserim sul Mare delle Andamane.

### Economia, cultura e religione
Dopo la sua ascesa al trono, uno dei principali problemi che Taksin dovette affrontare fu quello economico: i suoi sudditi erano provati dalle guerre e si erano impoveriti, mancavano il cibo e il vestiario. Il re pagò di tasca propria ingenti quantità di riso, sia per sfamare i suoi sudditi che per invogliare i commercianti ad importare anche nel futuro quanto fosse necessario. La gente cominciò così a ripopolare le città che aveva abbandonato per sfuggire alla guerra e a provare gratitudine per il sovrano. Presto si tornò alla normalità e l'economia si risollevò. Grandi sforzi furono compiuti per estirpare la corruzione e gli abusi amministrativi.
Il sovrano avviò relazioni diplomatiche con l'impero cinese, che nel 1772 lo riconobbe ufficialmente re del Siam. Favorì l'immigrazione cinese, soprattutto quella proveniente da Chaozhou, con l'intento di ravvivare la stagnante economia e di avere forza lavoro qualificata. Con l'aumentare dell'influenza economica della comunità cinese, molti degli aristocratici, ereditati dal defunto regno di Ayutthaya, criticarono le sue scelte.
Furono instaurati nuovi scambi commerciali con l'estero e le navi mercantili siamesi si spinsero sino alla colonia portoghese di Goa nella costa occidentale dell'India. Strinse buoni rapporti diplomatici con l'Impero britannico, che esercitava un'influenza sempre maggiore nel sudest asiatico, e con la Repubblica delle Sette Province Unite, gli odierni Paesi Bassi che aveva colonizzato l'Indonesia.
Re Taksin promosse anche la cultura e, fra le altre cose, scrisse 4 episodi di una nuova versione del poema epico Ramakien. L'unico edificio degno di rilievo che fu costruito durante il suo regno fu il Palazzo Reale Wang Derm, sulle rive del Chao Phraya; le mura di recinzione del palazzo racchiusero anche l'antico monastero Wat Arun, dove fu custodito il Buddha di Smeraldo. Fece costruire nuove strade e canali di irrigazione.
Riformò la congrega dei monaci buddhisti, detta Sangha, secondo il modello già in uso ad Ayutthaya, la cui caduta aveva generato sbandamento, lassismo e corruzione anche nel clero; esortò i maggiori dignitari ecclesiastici a richiamare i monaci ad una più stretta osservazione degli insegnamenti del Buddha. Permise ai missionari cattolici francesi di entrare in Siam e li aiutó ad edificare una chiesa a Thonburi. Il suo regno fu comunque talmente breve e denso di guerre che riuscì a raggiungere solo una parte di tutti gli scopi che si era prefisso.

### Ultimi anni

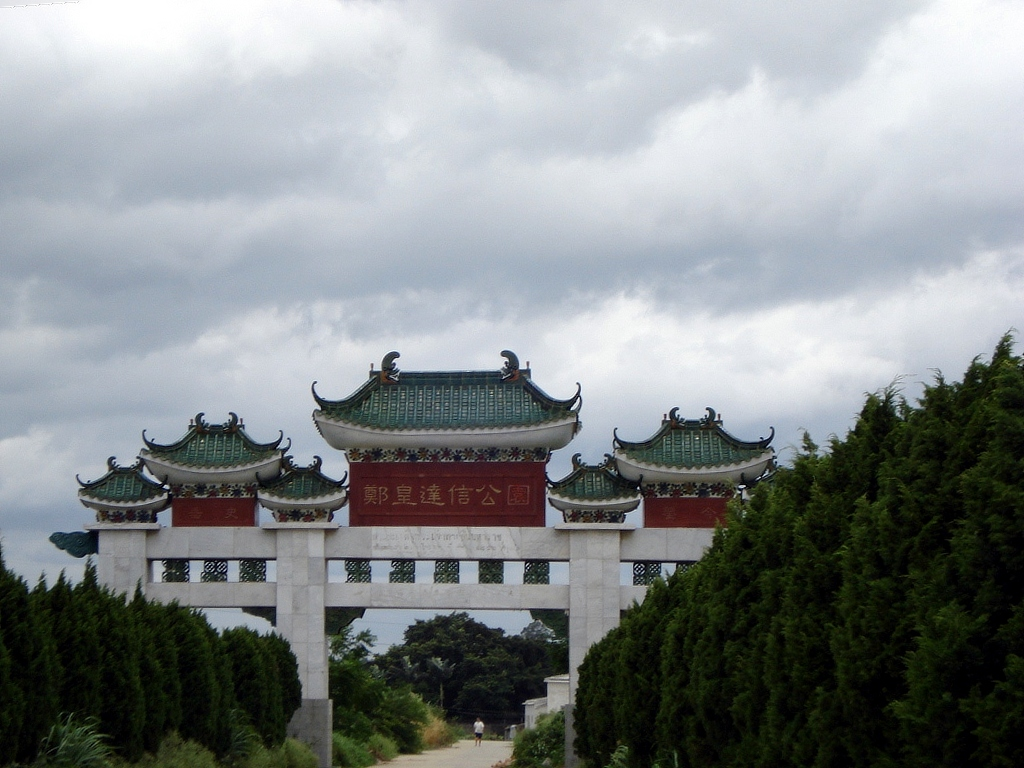
L'entrata della cappella di famiglia di re Taksin a Qinghai, Guangdong,in Cina

Taksin venne presto accusato di fanatismo religioso. Secondo alcune fonti, asseriva di essere un futuro Buddha e che il suo sangue da rosso sarebbe diventato bianco; durante le sue meditazioni erudiva i monaci, arrivando a fare frustare quelli che si rifiutavano di assecondarlo. Secondo alcune testimonianze, Taksin diede anche segno di squilibrio psichico che sfociava in episodi di demenza. Secondo i suoi critici, con l'incombente minaccia rappresentata dalla Birmania, il Siam aveva bisogno di un monarca forte, e si cominciò a mettere in dubbio che lui lo fosse.
Le condizioni di miseria che avevano fatto seguito alle guerre avevano prostrato il Paese, si erano moltiplicati i crimini nelle strade e la corruzione tra le file dell'amministrazione e dell'esercito. Taksin represse duramente questi fenomeni facendo torturare e giustiziare diversi alti ufficiali, generando nei vertici dell'esercito un crescente malcontento. L'atmosfera a Thonburi era talmente tesa da sfociare nel colpo di Stato del 1782 guidato da Phraya San, che occupò Thonburi e costrinse il re a lasciare il trono e a rifugiarsi in un monastero. Quando il generale Somdet Chao Phraya Chakri venne a sapere l'accaduto, si trovava a combattere in Cambogia. Lasciò il comando dell'esercito al fratello Bunma, si precipitò a Thonburi alla testa di un'armata e restaurò la pace, eseguendo arresti e punendo gli autori del colpo di Stato.
Secondo le fonti locali, il generale Somdet Chao Phraya Chakri fece decapitare Taksin il 6 aprile 1782 e si fece coronare re del nuovo Regno di Rattanakosin, dando inizio alla dinastia Chakri che tuttora regna in Thailandia. Spostò la capitale sulla riva opposta del fiume, fece scavare un fossato difensivo e creò l'isola di Rattanakosin, il nucleo attorno al quale si sviluppò l'odierna Bangkok.
Secondo le fonti delle Cronache Ufficiali Annamite, Phraya Chakri avrebbe invece ordinato che Taksin fosse messo in un sacco e bastonato a morte. Altre fonti che danno credito a questa seconda ipotesi ritengono possibile che Taksin sia stato risparmiato e mandato segretamente in una remota località tra le montagne di Nakhon Si Thammarat, dove visse fino al 1825, e che al suo posto sia stato bastonato a morte un sostituto. Tale eventuale messinscena sarebbe stata architettata da Taksin e da Chao Phraya Chakri per evitare di restituire alla Cina gli ingenti debiti che il Regno di Thonburi aveva accumulato.

## Tributi

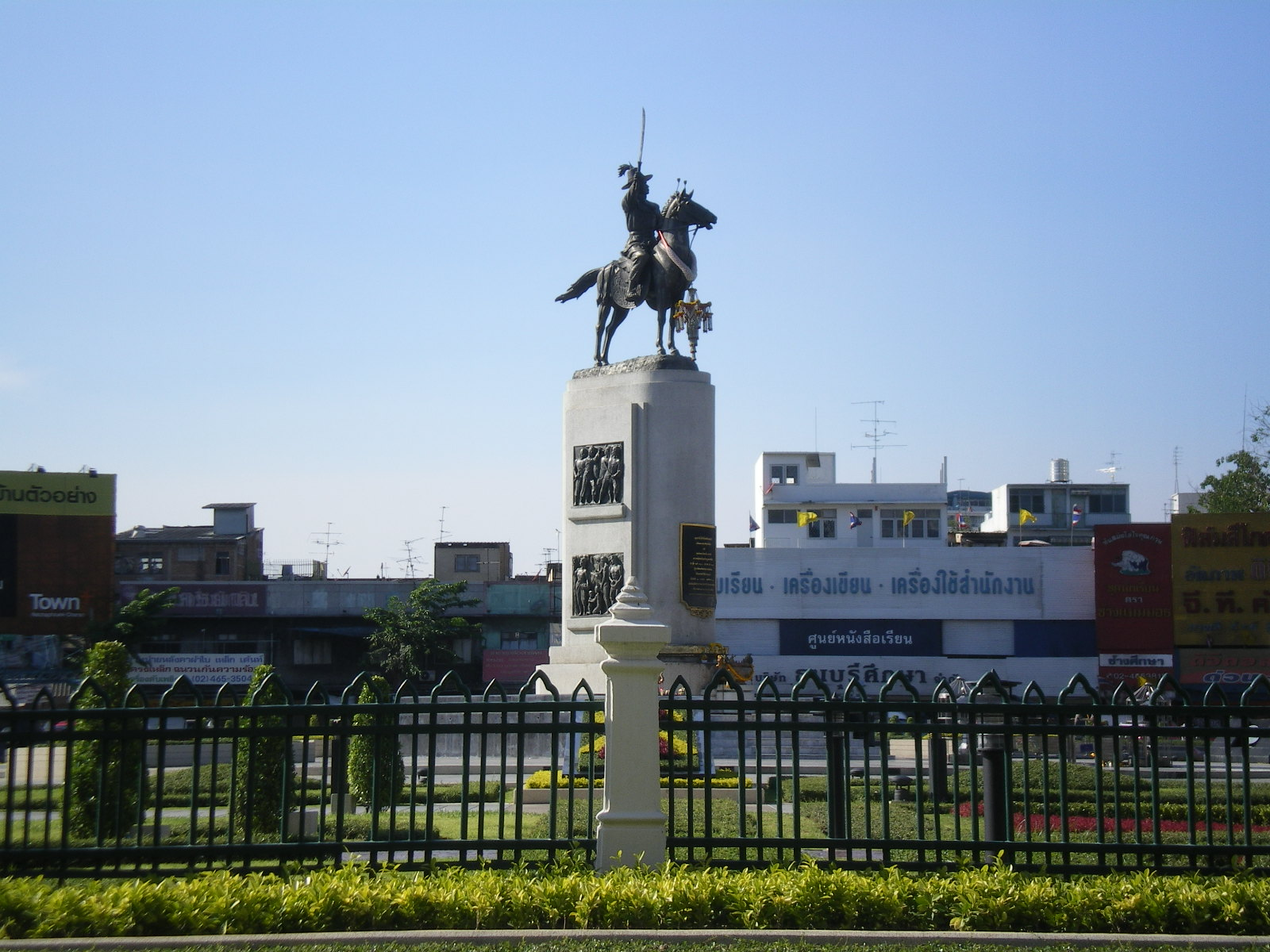
Statua di re Taksin il Grande a Thonburi

Le sue ceneri e quelle della moglie sono oggi conservate nel Wat Intharam a Thonburi. Una cappella di famiglia, con annessa una tomba contenente alcune vesti di re Taksin, fu eretta nel 1921 a Qinghai, la città da cui emigrò il padre, nella provincia cinese del Guangdong. Un suo discendente ne spedì le vesti per inumarle secondo la tradizione cinese, avvalorando l'ipotesi che il padre fosse nato a Chenghai.
I sovrani che gli succedettero non celebrarono Taksin in modo particolare, nel timore di vedere impoverita la gloria della dinastia Chakri. Dal 1932, dopo la concessione della monarchia costituzionale, i nazionalisti al governo lo onorarono come mai era successo prima, proclamandolo eroe nazionale. Il 17 aprile 1954 fu inaugurato un monumento alla sua memoria a Wongwian Yai, nel centro di Thonburi, eseguito dallo scultore italiano naturalizzato thailandese Silpa Bhirasri; il 28 dicembre, anniversario della sua incoronazione, viene celebrato dai thailandesi come Il giorno di Re Taksin, e sotto il monumento si tiene una cerimonia di stato in suo onore a cui presenzia sempre una folla imponente. Nel 1991 il governo thailandese conferì ufficialmente al sovrano l'appellativo Taksin il Grande.